# NGC 5044
NGC 5044 is een elliptisch sterrenstelsel in het sterrenbeeld Maagd. Het hemelobject werd op 31 december 1785 ontdekt door de Duits-Engelse astronoom William Herschel.

## Synoniemen
- MCG -3-34-34
- UGCA 341
- PGC 46115